# Pellorneum pyrrogenys
Pellorneum pyrrogenys là một loài chim trong họ Pellorneidae.